# Yaominami (métro d'Osaka)
Yaominami (八尾南駅, Yao-minami-eki) est une station du métro d'Osaka sur la ligne Tanimachi, située dans la ville de Yao dans la préfecture d'Osaka.

## Situation sur le réseau
La station Yaominami marque la fin de la ligne Tanimachi.

## Histoire
La station a été inaugurée le 27 novembre 1980.

## Services aux voyageurs

### Accès et accueil
La station, établie en extérieur, est ouverte tous les jours.

### Desserte
- Ligne Tanimachi :

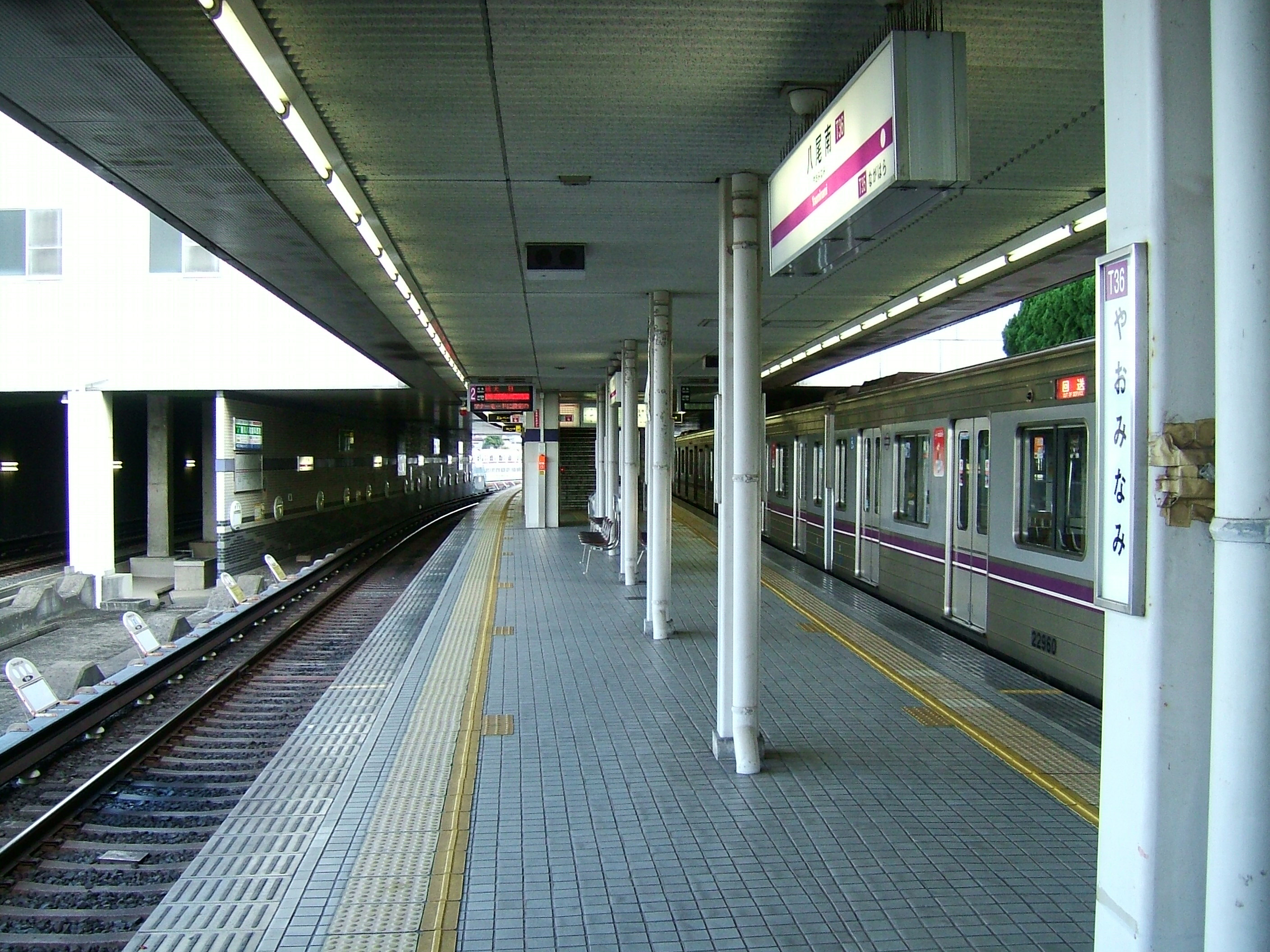
Quai de la station

  - voies 2 et 3 : direction Dainichi

## Dans les environs
- Aéroport de Yao